# Joseph Dauben
Joseph Dauben (Santa Monica, 29 dicembre 1944) è uno storico della scienza statunitense.
Professore di storia all'Università della Città di New York, ha curato una biografia di Georg Cantor in cui sottolinea l'influsso del presbitero cattolico e filosofo neoscolastico Konstantin Gutberlet sul suo pensiero.

## Biografia
Joseph Dauben conseguì il dottorato nel 1972 all'Università di Harvard con una dissertazione intitolata The early development of Cantorian Set Theory che realizzò sotto la supervisione di Dirk Jan Struik.
Dal 1985 al 1994 è stato al vertice del comitato esecutivo della Commissione internazionale per la storia della matematica.
Nel 1995 pubblicò il libro Abraham Robinson, in cui descrive il creatore dell'analisi non standard. Il libro è stato recensito positivamente da Moshé Machover, che però ha osservato che evita di discutere gli aspetti negativi di Robinson e "in questo senso [il libro] rasenta l'agiografia, dipingendo un ritratto senza difetti".
Nel 1998 tenne una lettura universitaria al Congresso Internazionale dei Matematici di Berlino sui Manoscritti matematici di Marx.
Gli interessi di ricerca di Dauben sono: la storia della scienza, la storia della matematica, la rivoluzione scientifica, la sociologia della scienza, la storia intellettuale, i secoli XVII e XVIII, la storia della scienza cinese e la storia della botanica.

## Premi e riconoscimenti
- 1980: Guggenheim Fellowship;[7]
- 1982: fellow dell'American Association for the Advancement of Science e della New York Academy of Sciences;[8]
- 1991: eletto membro della International Academy of the History of Science;[9]
- 2001: eletto membro dell'Accademia Cesarea Leopoldina;[10]
- 2002: membro onorario dell'Istituto per la storia della scienza naturale dell'Accademia cinese delle scienze;[11]
- 2012: Premio Memorial Albert Leon Whiteman dell'American Mathematical Society.[12]

## Pubblicazioni

### Monografie
- 1979: Georg Cantor, His Mathematics and Philosophy of the Infinite, Harvard University Press,[13] LCCN 77-23435 Template:Isbn
  -  pbk reprint, Princeton University Press, 1990, ISBN 0-691-02447-2.
- 1995: Abraham Robinson, The Creation of Nonstandard Analysis: A Personal and Mathematical Odyssey, Princeton University Press, LCCN 94-32715

### Articoli, recensioni e saggi
- 1985: "Abraham Robinson and Nonstandard Analysis: History, Philosophy, and Foundations of Mathematics", in William Aspray and Philip Kitcher, eds. History and Philosophy of Modern Mathematics, pp. 177–200, Minnesota Studies in Philososphy of Science XI, University of Minnesota Press, 1988. (online).
- 1991: "La Matematica," in W. Shea editor, Storia delle Scienze. LeScienze Fisiche e Astronomiche (Milano: Banca Popolare di Milano e Einaudi, 1992) pp. 258–280
- 1992: "Are There Revolutions in Mathematics?" in The Space of Mathematics (editors J. Echieverria, A. Ibarra and T. Mormann) (Berlin: De Gruyter), pp. 203–226.
- 1992: "Conceptual Revolutions and the History of Mathematics: Two Studies in the Growth of Knowledge", Chapter 4 of D. Gillies, Revolutions in Mathematics, Clarendon Press pp. 49–71.
- 1992: "Revolutions Revisited", cap. 5 a cura di D. Gillies, Revolutions in Mathematics (Oxford: Clarendon Press), pp. 72–82.
- 2008: "Suan shu shu. A book on numbers and computations", translated from the Chinese and with commentary by Joseph W. Dauben. Archive for History of Exact Sciences 62(2): 91–178.
- 2015: con Marjorie Senechal,  Joseph Dauben e Marjorie Senechal, Math at the Met, in The Mathematical Intelligencer, vol. 37, n. 3, 2015,  pp. 41-54, DOI:10.1007/s00283-015-9571-8.